# 天主教蒙特雷教区
天主教蒙特雷教區（拉丁語：Dioecesis Montereyensis in California）是美國一個羅馬天主教教區，屬洛杉磯總教區。
教區範圍包括加州中南部海岸共四個縣。2004年有教友193,598人、四十六個堂區、一百廿一名司鐸。現任主教為達尼爾·E·加西亞。
加利福尼亞教區成立於1840年4月27日，1849年11月20日易名為蒙特雷教區。1859年7月7日易名為蒙特雷-洛杉磯教區，1922年6月1日易名為蒙特雷-弗雷斯諾教區。1967年10月6日與弗雷斯諾教區分離。